# Sergej Mironović Golovčenko
Sergej Mironovič Golovčenko (Irkutsk 1898. - Zagreb 10. studenog 1937.) hrvatski i ruski karikaturist i pisac

## Životopis
Porijeklom iz Irkutska u Sibiru, Sergej je studirao u Zagrebu u isto vrijeme kad i Andrija Maurović (Sergej je bio 3 godine stariji), te su obojica napustili Akademiju (tada Kraljevsku akademiju za umjetnost i umjetnički obrt) iz istog razloga, studenti nisu smjeli zarađivati izvan Akademije (dok su profesori na Akademiji to smjeli). Golovčenko crta Maksa i Maksića 1925. – 1934., te karikature u Koprivi, česta tema mu je tadašnji rektor Akademije Ivan Meštrović.